# Palaiargia nasiterna
Palaiargia nasiterna là một loài chuồn chuồn kim trong họ Coenagrionidae.
Palaiargia nasiterna được Lieftinck miêu tả khoa học năm 1938.